# Campionat d'Europa de bàsquet masculí
|  | Aquest article és sobre la competició masculina. Per a la competició femenina, vegeu Campionat d'Europa de bàsquet femení |

El Campionat d'Europa de Basquetbol, també conegut com a Eurobasket és una competició que enfronta les millors seleccions estatals de bàsquet d'Europa
És organitzada per la FIBA i la primera edició es remunta a l'any 1935. Es disputa cada dos anys, els anys imparells, excepte durant el període de la Segona Guerra Mundial (1940-45) en què no es disputà.
La competició s'ha celebrat dos cops a Catalunya, la primera l'any 1973, i la segona l'any 1997, quan l'organització del campionat fou concedit per la FIBA a la Federació Catalana de Bàsquet amb motiu del 75è aniversari de la fundació d'aquesta.

## Historial
| En negreta = Selecció campiona (prò.) = Pròrroga |

| Edició  | Any  | Final                                   | Final                                   | Final                                   | Partit pel bronze                       | Partit pel bronze                       | Partit pel bronze                       |                                         | Seu      | refs. |
| Edició  | Any  | Campió                                  | Res.                                    | Subcampió                               | 3r lloc                                 | Res.                                    | 4t lloc                                 |                                         | Seu      | refs. |
| ------- | ---- | --------------------------------------- | --------------------------------------- | --------------------------------------- | --------------------------------------- | --------------------------------------- | --------------------------------------- | --------------------------------------- | -------- | ----- |
| I       | 1935 | · Letònia                               | 24–18                                   | · Espanya                               | · Txecoslovàquia                        | 25–23                                   | · Suïssa                                | Suïssa                                  |          |       |
| II      | 1937 | · Lituània                              | 24–23                                   | · Itàlia                                | · França                                | 27–24                                   | · Polònia                               | Letònia                                 |          |       |
| III     | 1939 | · Lituània                              | lligueta                                | · Letònia                               | · Polònia                               | lligueta                                | · França                                | Lituània                                |          |       |
| -       | 1941 | No es disputà per la II Guerra Mundial. | No es disputà per la II Guerra Mundial. | No es disputà per la II Guerra Mundial. | No es disputà per la II Guerra Mundial. | No es disputà per la II Guerra Mundial. | No es disputà per la II Guerra Mundial. | No es disputà per la II Guerra Mundial. | Lituània |       |
| IV      | 1946 | · Txecoslovàquia                        | 34–32                                   | · Itàlia                                | · Hongria                               | 38–32                                   | · França                                | Suïssa                                  |          |       |
| V       | 1947 | · Unió Soviètica                        | 56–37                                   | · Txecoslovàquia                        | · Egipte                                | 50–48                                   | · Bèlgica                               | Txecoslovàquia                          |          |       |
| VI      | 1949 | · Egipte                                | lligueta                                | · França                                | · Grècia                                | lligueta                                | · Turquia                               | Egipte                                  |          |       |
| VII     | 1951 | · Unió Soviètica                        | 45–44                                   | · Txecoslovàquia                        | · França                                | 55–52                                   | · Bulgària                              | França                                  |          |       |
| VIII    | 1953 | · Unió Soviètica                        | lligueta                                | · Hongria                               | · França                                | lligueta                                | · Txecoslovàquia                        | Unió Soviètica                          |          |       |
| IX      | 1955 | · Hongria                               | lligueta                                | · Txecoslovàquia                        | · Unió Soviètica                        | lligueta                                | · Bulgària                              | Hongria                                 |          |       |
| X       | 1957 | · Unió Soviètica                        | lligueta                                | · Bulgària                              | · Txecoslovàquia                        | lligueta                                | · Hongria                               | Bulgària                                |          |       |
| XI      | 1959 | · Unió Soviètica                        | lligueta                                | · Txecoslovàquia                        | · França                                | lligueta                                | · Hongria                               | Turquia                                 |          |       |
| XII     | 1961 | · Unió Soviètica                        | 60–53                                   | · Iugoslàvia                            | · Bulgària                              | 55–46                                   | · França                                | Iugoslàvia                              |          |       |
| XIII    | 1963 | · Unió Soviètica                        | 61–45                                   | · Polònia                               | · Iugoslàvia                            | 89–61                                   | · Hongria                               | Polònia                                 |          |       |
| XIV     | 1965 | · Unió Soviètica                        | 58–49                                   | · Iugoslàvia                            | · Polònia                               | 86–70                                   | · Itàlia                                | Unió Soviètica                          |          |       |
| XV      | 1967 | · Unió Soviètica                        | 89–77                                   | · Txecoslovàquia                        | · Polònia                               | 80–76                                   | · Bulgària                              | Finlàndia                               |          |       |
| XVI     | 1969 | · Unió Soviètica                        | 81–72                                   | · Iugoslàvia                            | · Txecoslovàquia                        | 77–75                                   | · Polònia                               | Itàlia                                  |          |       |
| XVII    | 1971 | · Unió Soviètica                        | 69–64                                   | · Iugoslàvia                            | · Itàlia                                | 85–67                                   | · Polònia                               | RFA                                     |          |       |
| XVIII   | 1973 | · Iugoslàvia                            | 78–67                                   | · Espanya                               | · Unió Soviètica                        | 90–58                                   | · Txecoslovàquia                        | Espanya                                 |          |       |
| XIX     | 1975 | · Iugoslàvia                            | lligueta                                | · Unió Soviètica                        | · Itàlia                                | lligueta                                | · Espanya                               | Iugoslàvia                              |          |       |
| XX      | 1977 | · Iugoslàvia                            | 74–61                                   | · Unió Soviètica                        | · Txecoslovàquia                        | 91–81                                   | · Itàlia                                | Bèlgica                                 |          |       |
| XXI     | 1979 | · Unió Soviètica                        | 98–76                                   | · Israel                                | · Iugoslàvia                            | 99–92                                   | · Txecoslovàquia                        | Itàlia                                  |          |       |
| XXII    | 1981 | · Unió Soviètica                        | 84–67                                   | · Iugoslàvia                            | · Txecoslovàquia                        | 101–90                                  | · Espanya                               | Txecoslovàquia                          |          |       |
| XXIII   | 1983 | · Itàlia                                | 105–96                                  | · Espanya                               | · Unió Soviètica                        | 105–70                                  | · Països Baixos                         | França                                  |          |       |
| XXIV    | 1985 | · Unió Soviètica                        | 120–89                                  | · Txecoslovàquia                        | · Itàlia                                | 102–90                                  | · Espanya                               | RFA                                     |          |       |
| XXV     | 1987 | · Grècia                                | 103–101 (prò.)                          | · Unió Soviètica                        | · Iugoslàvia                            | 98–87                                   | · Espanya                               | Grècia                                  |          |       |
| XXVI    | 1989 | · Iugoslàvia                            | 98–77                                   | · Grècia                                | · Unió Soviètica                        | 104–76                                  | · Itàlia                                | Iugoslàvia                              |          |       |
| XXVII   | 1991 | · Iugoslàvia                            | 88–73                                   | · Itàlia                                | · Espanya                               | 101–83                                  | · França                                | Itàlia                                  |          |       |
| XXVIII  | 1993 | · Alemanya                              | 71–70                                   | · Rússia                                | · Croàcia                               | 99–59                                   | · Grècia                                | Alemanya                                |          |       |
| XXIX    | 1995 | · RF Iugoslàvia                         | 96–90                                   | · Lituània                              | · Croàcia                               | 73–68                                   | · Grècia                                | Grècia                                  |          |       |
| XXX     | 1997 | · RF Iugoslàvia                         | 61–49                                   | · Itàlia                                | · Rússia                                | 97–77                                   | · Grècia                                | Espanya                                 |          |       |
| XXXI    | 1999 | · Itàlia                                | 64–56                                   | · Espanya                               | · RF Iugoslàvia                         | 74–62                                   | · França                                | França                                  |          |       |
| XXXII   | 2001 | · RF Iugoslàvia                         | 78–69                                   | · Turquia                               | · Espanya                               | 99–90                                   | · Alemanya                              | Turquia                                 |          |       |
| XXXIII  | 2003 | · Lituània                              | 93–84                                   | · Espanya                               | · Itàlia                                | 69–67                                   | · França                                | Suècia                                  |          |       |
| XXXIV   | 2005 | · Grècia                                | 78–62                                   | · Alemanya                              | · França                                | 98–68                                   | · Espanya                               | Sèrbia i Montenegro                     |          |       |
| XXXV    | 2007 | · Rússia                                | 60–59                                   | · Espanya                               | · Lituània                              | 78–69                                   | · Grècia                                | Espanya                                 |          |       |
| XXXVI   | 2009 | · Espanya                               | 85–63                                   | · Sèrbia                                | · Grècia                                | 57–56                                   | · Eslovènia                             | Polònia                                 |          |       |
| XXXVII  | 2011 | · Espanya                               | 98–85                                   | · França                                | · Rússia                                | 72–68                                   | · Macedònia                             | Lituània                                |          |       |
| XXXVIII | 2013 | · França                                | 80–66                                   | · Lituània                              | · Espanya                               | 92–66                                   | · Croàcia                               | Eslovènia                               | [ 1 ]    |       |
| XXXIX   | 2015 | · Espanya                               | 80–63                                   | · Lituània                              | · França                                | 81–68                                   | · Sèrbia                                | França / Croàcia / Alemanya / Letònia   |          |       |
| XL      | 2017 | · Eslovènia                             | 93–85                                   | · Sèrbia                                | · Espanya                               | 93–85                                   | · Rússia                                | Finlàndia / Israel / Romania / Turquia  |          |       |
| XLI     | 2022 | · Espanya                               | 88–76                                   | · França                                | · Alemanya                              | 82–69                                   | · Polònia                               | Txèquia / Geòrgia / Itàlia / Alemanya   |          |       |
| XLII    | 2025 |                                         |                                         |                                         |                                         |                                         |                                         | Letònia / Xipre / Finlàndia / Polònia   |          |       |

## Palmarès
| Posició | Selecció                         | Or                                                                                       | Plata                                   | Bronze                                  | Total |
| ------- | -------------------------------- | ---------------------------------------------------------------------------------------- | --------------------------------------- | --------------------------------------- | ----- |
| 1       | Unió Soviètica                   | 14 (1947, 1951, 1953, 1957, 1959, 1961, 1963, 1965, 1967, 1969, 1971, 1979, 1981 i 1985) | 3 (1975, 1977 i 1987)                   | 4 (1955, 1973, 1983 i 1989)             | 21    |
| 2       | Iugoslàvia / Sèrbia i Montenegro | 8 (1973, 1975, 1977, 1989, 1991, 1995, 1997 i 2001)                                      | 5 (1961, 1965, 1969, 1971 i 1981)       | 4 (1963, 1979, 1987 i 1999)             | 17    |
| 3       | Espanya                          | 4 (2009, 2011, 2015 i 2022)                                                              | 6 (1935, 1973, 1983, 1999, 2003 i 2007) | 4 (1991, 2001, 2013 i 2017)             | 14    |
| 4       | Lituània                         | 3 (1937, 1939 i 2003)                                                                    | 3 (1995, 2013 i 2015)                   | 1 (2007)                                | 7     |
| 5       | Itàlia                           | 2 (1983 i 1999)                                                                          | 4 (1937, 1946, 1991 i 1997)             | 4 (1971, 1975, 1985 i 2003)             | 10    |
| 6       | Grècia                           | 2 (1987 i 2005)                                                                          | 1 (1989)                                | 2 (1949 i 2009)                         | 5     |
| 7       | Letònia                          | 1 (1935)                                                                                 | 1 (1939)                                |                                         | 2     |
| 8       | Txecoslovàquia                   | 1 (1946)                                                                                 | 6 (1947, 1951, 1955, 1959               | 5 (1935, 1957, 1969, 1977 i 1981)       | 12    |
| 9       | Egipte                           | 1 (1949)                                                                                 |                                         | 1 (1947)                                | 2     |
| 10      | Hongria                          | 1 (1955)                                                                                 | 1 (1953)                                | 1 (1946)                                | 3     |
| 11      | Alemanya                         | 1 (1993)                                                                                 | 1 (2005)                                |                                         | 2     |
| 12      | Rússia                           | 1 (2007)                                                                                 | 1 (1993)                                | 2 (1997 i 2011)                         | 4     |
| 13      | França                           | 1 (2013)                                                                                 | 2 (1949 i 2011)                         | 6 (1937, 1951, 1953, 1959, 2005 i 2015) | 9     |
| 14      | Eslovènia                        | 1 (2017)                                                                                 |                                         |                                         | 1     |
| 15      | Sèrbia                           |                                                                                          | 2 (2009 i 2017)                         |                                         | 2     |
| 16      | Bulgària                         |                                                                                          | 1 (1957)                                | 1 (1961)                                | 2     |
| 17      | Polònia                          |                                                                                          | 1 (1963)                                | 3 (1939, 1965 i 1967)                   | 4     |
| 18      | Israel                           |                                                                                          | 1 (1979)                                |                                         | 1     |
| 19      | Turquia                          |                                                                                          | 1 (2001)                                |                                         | 1     |
| 20      | Croàcia                          |                                                                                          |                                         | 2 (1993 i 1995)                         | 2     |

## Estadístiques

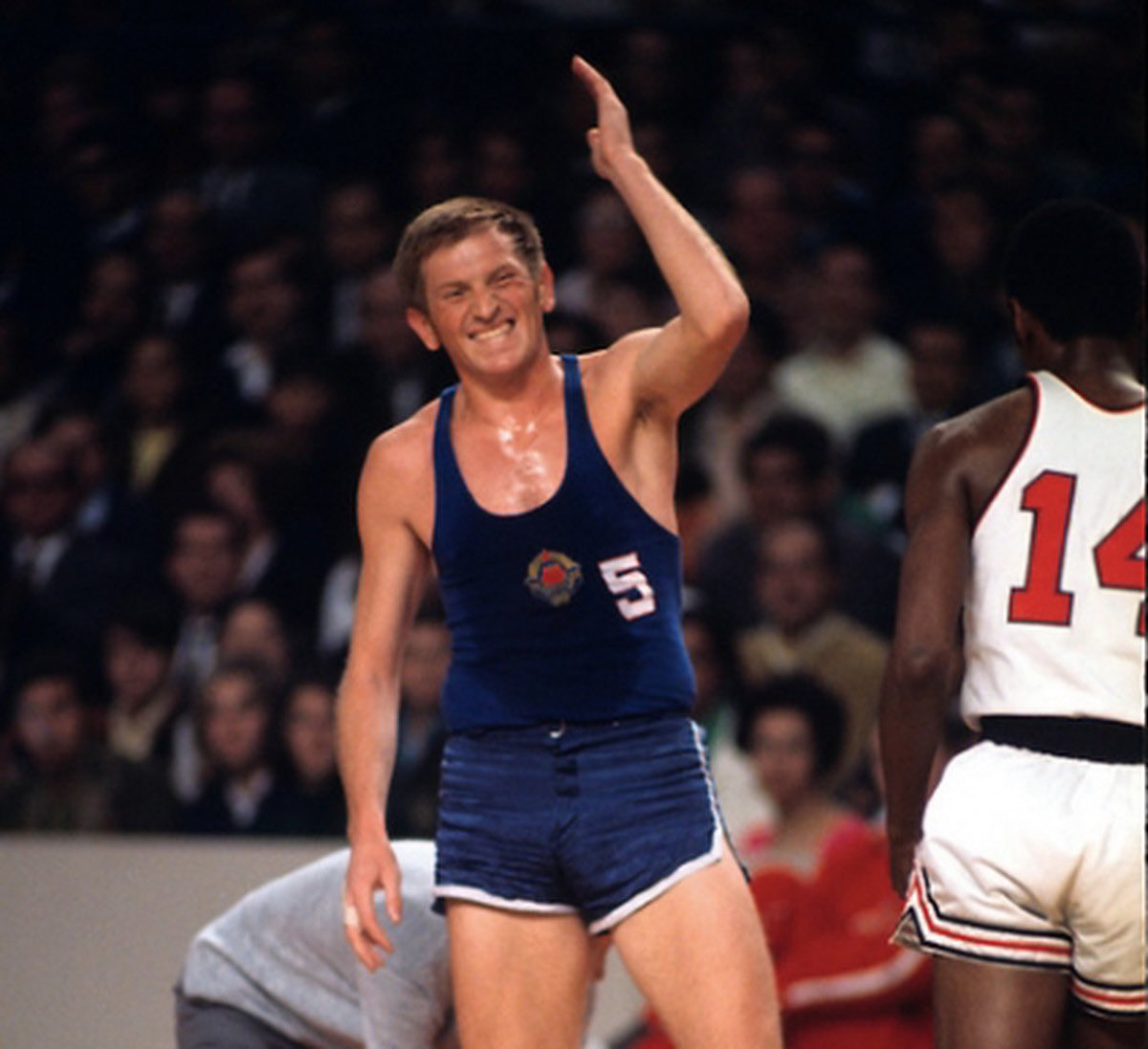
Radivoj Korać, considerada la primera estrella del bàsquet europeu, MVP de l'Eurobasket de 1961 i màxim anotador quatre vegades consecutives (1959, 1961, 1963, 1965)

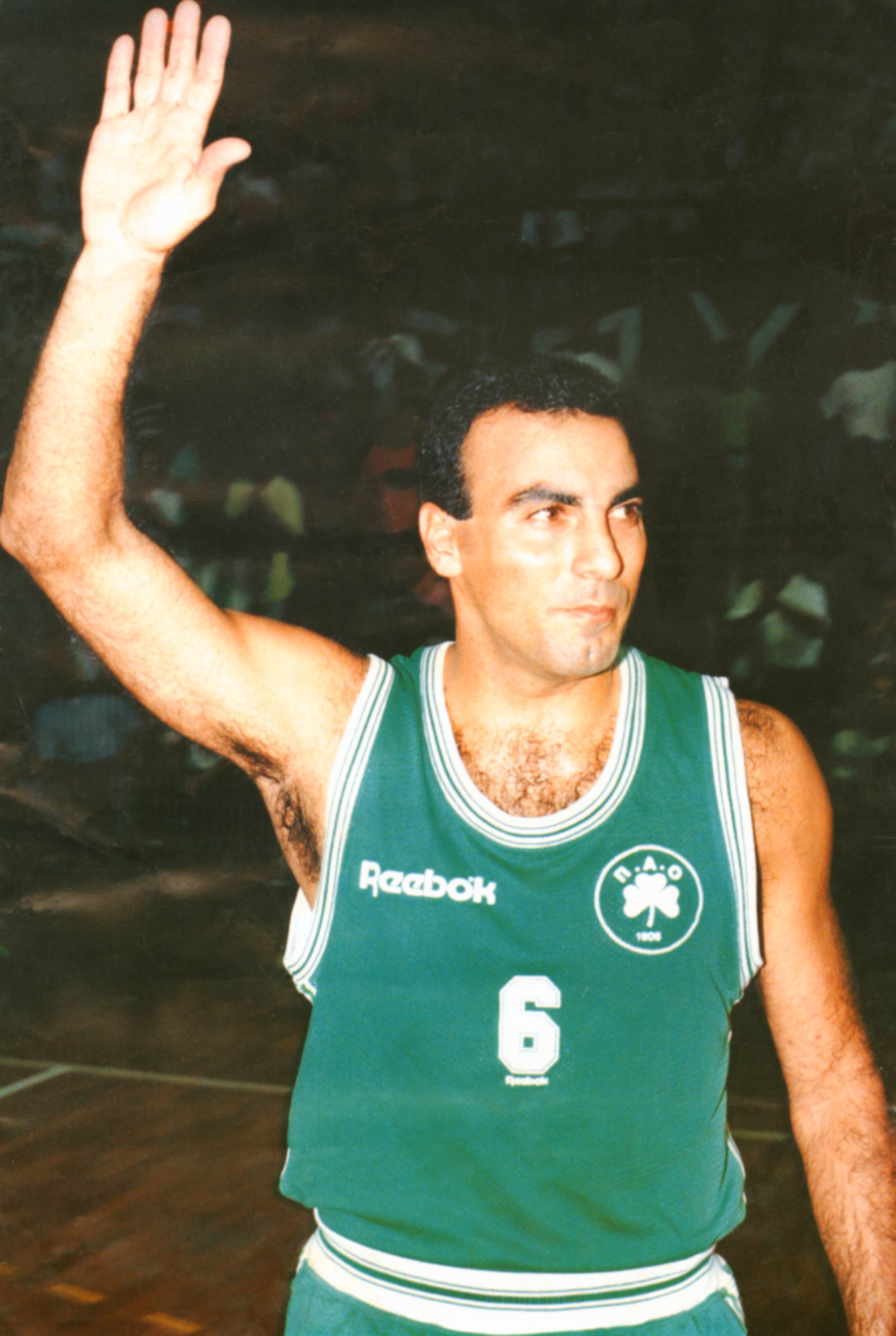
Nikos Galis, MVP de l'Eurobasket de 1987 i màxim anotador quatre vegades (1983, 1987, 1989, 1991)

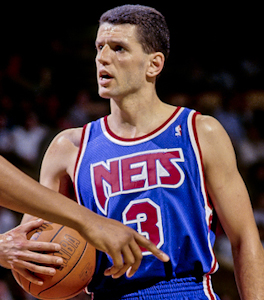
Dražen Petrović, MVP de l'Eurobasket de 1989.

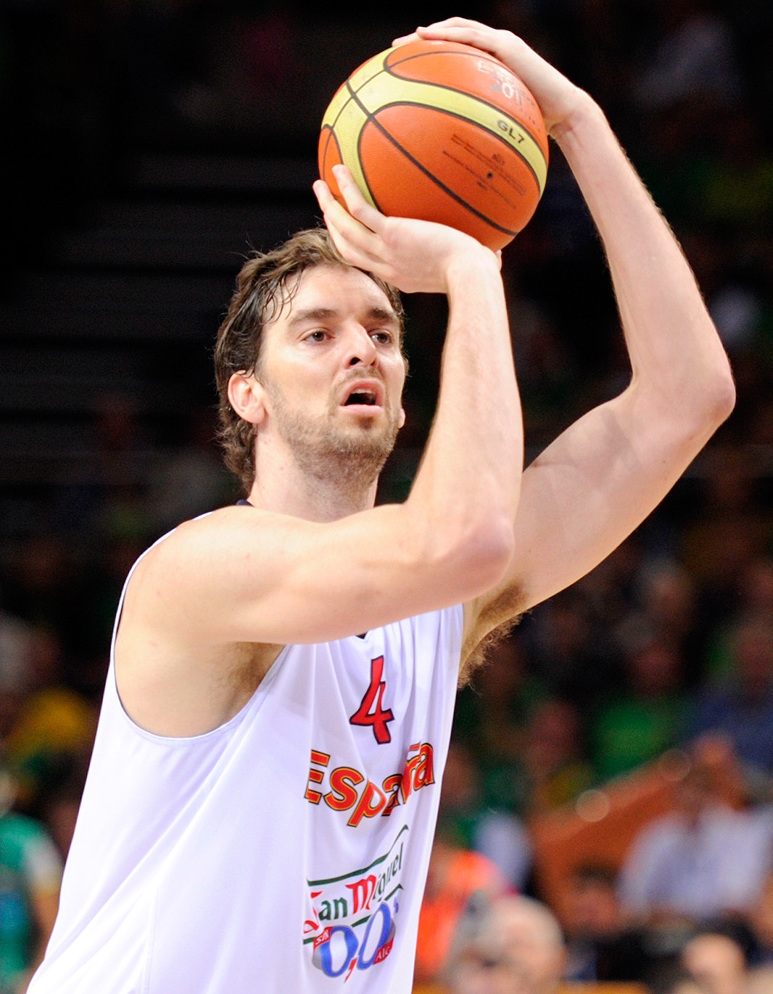
Pau Gasol, dues vegades MVP (2009, 2015) i tres vegades màxim anotador (2003, 2009, 2015).

| I       | 1935 | Rafael Martin                           | Livio Franceschini       | 16,5 | [ 2 ] |
| II      | 1937 | Pranas Talzūnas                         | Rūdolfs Jurciņš          | 12,5 | [ 2 ] |
| III     | 1939 | Mykolas Ruzgis ( Frank Lubin, de facto) | Heino Veskila            | 16,7 | [ 2 ] |
| IV      | 1946 | Ferenc Németh                           | Paweł Stok               | 12,6 | [ 2 ] |
| V       | 1947 | Joann Lõssov                            | Jacques Perrier          | 13,7 | [ 2 ] |
| VI      | 1949 | Hüseyin Öztürk                          | Hüseyin Öztürk           | 19,3 | [ 2 ] |
| VII     | 1951 | Ivan Mrázek                             | Ivan Mrázek              | 17,1 | [ 2 ] |
| VIII    | 1953 | Anatoly Konev                           | Ahmed Idlibi             | 15,9 | [ 2 ] |
| IX      | 1955 | János Greminger                         | Miroslav Škeřík          | 19,1 | [ 2 ] |
| X       | 1957 | Jiří Baumruk                            | Eddy Terrace             | 24,4 | [ 2 ] |
| XI      | 1959 | Viktor Zubkov                           | Radivoj Korać            | 28,1 | [ 2 ] |
| XII     | 1961 | Radivoj Korać                           | Radivoj Korać (2)        | 24,0 | [ 2 ] |
| XIII    | 1963 | Emiliano Rodríguez                      | Radivoj Korać (3)        | 26,6 | [ 2 ] |
| XIV     | 1965 | Modestas Paulauskas                     | Radivoj Korać (4)        | 21,9 | [ 2 ] |
| XV      | 1967 | Jiří Zedníček                           | Giorgos Kolokithas       | 26,7 | [ 2 ] |
| XVI     | 1969 | Serguei Belov                           | Giorgos Kolokithas (2)   | 23,5 | [ 2 ] |
| XVII    | 1971 | Krešimir Ćosić                          | Edward Jurkiewicz        | 22,6 | [ 2 ] |
| XVIII   | 1973 | Wayne Brabender                         | Atanas Golomeev          | 22,3 | [ 2 ] |
| XIX     | 1975 | Krešimir Ćosić (2)                      | Atanas Golomeev (2)      | 22,9 | [ 2 ] |
| XX      | 1977 | Dražen Dalipagić                        | Kees Akerboom            | 27,0 | [ 2 ] |
| XXI     | 1979 | Miki Berkovich                          | Mieczysław Młynarski     | 26,6 | [ 2 ] |
| XXII    | 1981 | Valdis Valters                          | Mieczysław Młynarski (2) | 23,1 | [ 2 ] |
| XXIII   | 1983 | Juan Antonio Corbalán                   | Nikos Galis              | 33,0 | [ 2 ] |
| XXIV    | 1985 | Arvydas Sabonis                         | Doron Jamchi             | 28,1 | [ 2 ] |
| XXV     | 1987 | Nikos Galis                             | Nikos Galis (2)          | 37,0 | [ 2 ] |
| XXVI    | 1989 | Dražen Petrović                         | Nikos Galis (3)          | 35,6 | [ 2 ] |
| XXVII   | 1991 | Toni Kukoč                              | Nikos Galis (4)          | 32,4 | [ 2 ] |
| XXVIII  | 1993 | Chris Welp                              | Sabahudin Bilalović      | 24,6 | [ 2 ] |
| XXIX    | 1995 | Šarūnas Marčiulionis                    | Šarūnas Marčiulionis     | 22,5 | [ 2 ] |
| XXX     | 1997 | Aleksandar Đorđević                     | Oded Kattash             | 22,0 | [ 2 ] |
| XXXI    | 1999 | Gregor Fucka                            | Alberto Herreros         | 19,2 | [ 2 ] |
| XXXII   | 2001 | Predrag Stojaković                      | Dirk Nowitzki            | 28,7 | [ 2 ] |
| XXXIII  | 2003 | Sarunas Jasikevicius                    | Pau Gasol                | 25,8 | [ 2 ] |
| XXXIV   | 2005 | Dirk Nowitzki                           | Dirk Nowitzki (2)        | 26,1 | [ 2 ] |
| XXXV    | 2007 | Andrei Kirilenko                        | Dirk Nowitzki (3)        | 24,0 |       |
| XXXVI   | 2009 | Pau Gasol                               | Pau Gasol (2)            | 18,7 |       |
| XXXVII  | 2011 | Juan Carlos Navarro                     | Tony Parker              | 22,1 |       |
| XXXVIII | 2013 | Tony Parker                             | Tony Parker (2)          | 19,0 | [ 3 ] |
| XXXIX   | 2015 | Pau Gasol (2)                           | Pau Gasol (3)            | 25,6 |       |
| XL      | 2017 | Goran Dragić                            | Alexey Shved             | 24,3 |       |
| XLI     | 2022 | Willy Hernangómez                       | Iannis Adetokunbo        | 29,3 |       |
| XLII    | 2025 |                                         |                          |      |       |